# André Dadam
André Dadam (Florianópolis, 29 de janeiro de 1975) é um advogado e político brasileiro.
Filho de Antônio Luiz Dadam e Clemilde Maria Tirloni Dadam.
Candidatou-se ao cargo de deputado estadual à Assembleia Legislativa de Santa Catarina pelo PSDB, recebendo 9.582 votos e ficando como suplente. Foi convocado e tomou posse na 16ª Legislatura (2007-2011), em 2 de setembro de 2010, em decorrência da licença de 60 dias do deputado Marcos Vieira.